# Eliška Adamovská
Eliška Adamovská, née le 7 mai 2001 à Havířov, est une grimpeuse tchèque.

## Biographie
Elle remporte aux Championnats d'Europe d'escalade 2020 à Moscou la médaille d'argent en difficulté et la médaille de bronze en combiné.

## Palmarès

### Coupe du monde
- 2021 à Briançon
  -  Médaille d'or en difficulté[3]

### Championnats d'Europe
- 2020 à Moscou,  Russie
  -  Médaille d'argent en difficulté
  -  Médaille de bronze en combiné